# Sergei Magnitsky
Sergei Leonidovich Magnitsky (em russo:  Серге́й Леони́дович Магни́тский; Odessa, 8 de abril de 1972 - Matrosskaya Tishina, 16 de novembro de 2009) foi um consultor fiscal russo nascido na Ucrânia. Sua prisão em 2008 e subsequente morte após onze meses sob custódia policial atraiu a atenção da mídia internacional e desencadeou investigações oficiais e não oficiais sobre alegações de fraude, roubo e violações dos direitos humanos na Rússia.
Magnitsky alegou que houve roubo em grande escala do estado russo, sancionado e executado por oficiais russos. Ele foi preso e acabou morrendo na prisão sete dias antes de expirar o prazo de um ano durante o qual ele poderia ser legalmente detido sem julgamento. No total, Magnitsky cumpriu 358 dias na prisão Butyrka em Moscou. Ele desenvolveu cálculos biliares, pancreatite e bloqueio da vesícula biliar, e não recebeu atendimento médico. Um conselho de direitos humanos estabelecido pelo Kremlin descobriu que ele havia sido agredido fisicamente pouco antes de sua morte. Seu caso se tornou uma cause célebre internacional.
O Congresso dos Estados Unidos e o presidente Barack Obama promulgaram a Lei Magnitsky no final de 2012, impedindo que as autoridades russas que se acreditava estarem envolvidas na morte de Magnitsky entrassem nos Estados Unidos ou usassem seu sistema bancário. Em resposta, a Rússia condenou a lei e alegou que Magnitsky era culpado de cometer crimes.

## Fundo
Magnitsky era auditor no escritório de advocacia Firestone Duncan, em Moscou, trabalhando para seu proprietário, Jamison Firestone.  Entre seus clientes, estava a Hermitage Capital Management, uma empresa de consultoria de investimentos, fundada por Bill Browder em 1996, e acusada mais tarde de evasão e fraude fiscal pelo Ministério do Interior russo.
Ao longo dos anos de sua operação, o Hermitage forneceu à imprensa, em várias ocasiões, informações relacionadas à má conduta corporativa e governamental e à corrupção em empresas estatais russas. Em novembro de 2005, Bill Browder foi expulso da Rússia sob a acusação de ser uma suposta ameaça nacional. Ao chegar a Moscou, foi informado de que seu visto havia sido anulado e acabou deportado no dia seguinte. Browder disse que representava uma ameaça apenas "a políticos e burocratas corruptos" na Rússia e acreditava que foi removido para deixar sua empresa aberta à exploração.
Em 4 de junho de 2007, o escritório do Hermitage em Moscou foi invadido por cerca de 20 funcionários do Ministério do Interior russo. Os escritórios da Firestone Duncan também foram invadidos. Os policiais tinham um mandado de busca alegando que a Kamaya, empresa administrada pelo Hermitage, havia pago seus impostos a menos. Esta situação era extremamente irregular, uma vez que as autoridades fiscais russas acabavam de confirmar por escrito que esta empresa havia pago a mais o seu imposto. Em ambos os casos, os mandados de busca permitiram a apreensão de materiais relacionados apenas à Kamaya. Mas, em ambos os casos, os oficiais confiscaram ilegalmente todos os documentos corporativos, fiscais e selos de qualquer empresa que pagou uma grande quantia de impostos russos, incluindo documentos e selos de muitas das empresas russas do Hermitage. Em outubro de 2007, Browder recebeu a notícia de que uma das empresas mantidas em Moscou tinha uma sentença contra ela por uma suposta dívida não paga de centenas de milhões de dólares. De acordo com Browder, esta foi a primeira vez que ele ouviu falar deste processo judicial e ele não conhecia os advogados que representavam sua empresa no tribunal. Magnitsky foi designado para investigar o caso.

## Expondo o escândalo
Em sua investigação, Magnitsky chegou a acreditar que a polícia havia dado os materiais retirados durante as batidas policiais a criminosos organizados, que os usaram para assumir três empresas russas do Hermitage e que reivindicaram fraudulentamente US$ 230 milhões (£ 140 milhões) de impostos anteriormente pagos por Hermitage. Ele também alegou que a polícia havia acusado o Hermitage de sonegação fiscal apenas para justificar as batidas policiais, para que pudessem pegar os materiais necessários para sequestrar as empresas do Hermitage e efetuar a fraude no reembolso de impostos. O depoimento de Magnitsky envolveu a polícia, o judiciário, autoridades fiscais, banqueiros e a máfia russa.  Apesar da rejeição inicial de suas reivindicações, a alegação central de Magnitsky de que Hermitage não cometeu fraude - mas foi vítima dela - foi finalmente validada. Um capataz de serraria se confessou culpado de "fraude por conluio anterior", embora sustentasse que a polícia não fazia parte do plano.  Antes disso, porém, Magnitsky foi investigado por um dos policiais contra quem ele testemunhou como envolvido na fraude. De acordo com Browder, Magnitsky era "o 'cara' em Moscou em tribunais, impostos, multas, qualquer coisa relacionada com o direito civil".
De acordo com a investigação de Magnitsky, os documentos que foram retirados pela polícia russa em junho de 2007 foram usados para forjar uma mudança na propriedade do Hermitage. Os ladrões usaram os contratos forjados para afirmar que o Hermitage devia US$ 1 bilhão a empresas de fachada. Sem o conhecimento de Hermitage, essas alegações foram posteriormente autenticadas por juízes. Em todas as instâncias, advogados contratados pelos ladrões para representar o Hermitage (sem o conhecimento do Hermitage) se declararam culpados em nome da empresa e concordaram com as reivindicações, obtendo assim julgamentos por dívidas que não existiam; durante todo o tempo, os funcionários do Hermitage não estavam cientes desses procedimentos judiciais.

## Custódia e morte

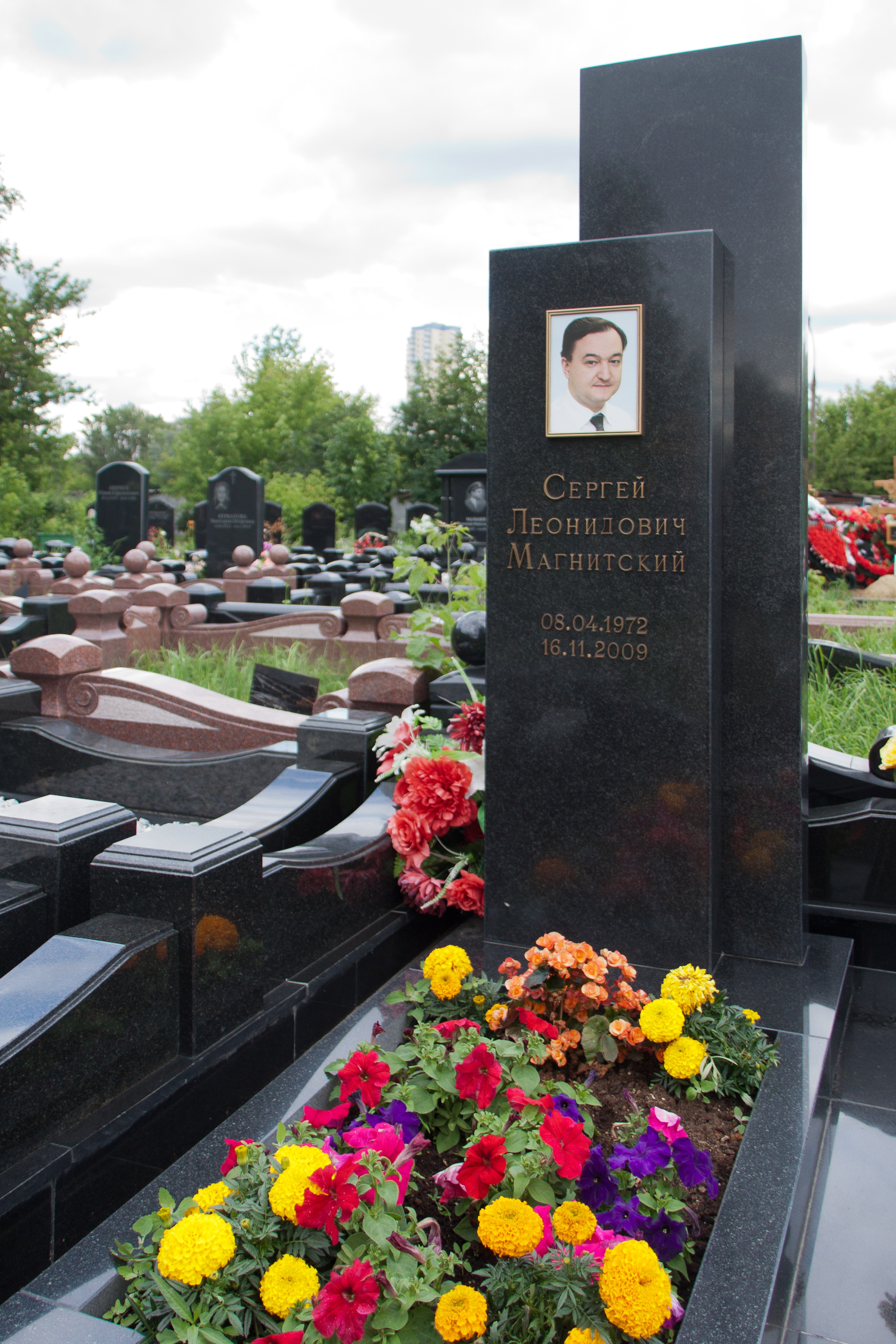
Túmulo de Magnitsky

Magnitsky foi detido e encarcerado na prisão Butyrka, em Moscou, em novembro de 2008, após ser acusado de conluio com Hermitage. Detido por 11 meses sem julgamento,  ele foi, conforme relatado pelo The Telegraph, "negado visitas de sua família" e "forçado a ficar em celas cada vez mais precárias". Ele desenvolveu cálculos biliares, pancreatite e colecistite calculosa, para as quais recebeu tratamento médico inadequado durante o encarceramento.  Uma cirurgia foi solicitada em junho, mas nunca foi realizada; O chefe do centro de detenção, Ivan P. Prokopenko, disse mais tarde que "... não considerava Magnitsky doente. . . Os presos muitas vezes tentam se passar por doentes, a fim de obter melhores condições."
Em 16 de novembro de 2009, a oito dias de ser libertado caso não fosse levado a julgamento, Magnitsky morreu. Os oficiais da prisão inicialmente atribuíram sua morte a uma "ruptura da membrana abdominal" e, posteriormente, a um ataque cardíaco. Os repórteres souberam que Magnitsky havia reclamado de piora da dor no estômago cinco dias antes de sua morte e que, no dia 15, ele vomitava a cada três horas e tinha um estômago visivelmente inchado. No dia de sua morte, o médico da prisão, acreditando que Magnitsky tinha uma doença crônica, enviou-o de ambulância e posteriormente transferiu-o para a unidade médica da prisão de Matrosskaya Tishina, que estava equipada para ajudá-lo. O cirurgião presente descreveu Magnitsky como ‘agitado, tentando se esconder atrás de uma sacola e dizendo que as pessoas estavam tentando matá-lo’. Ainda assim, prescreveu apenas um analgésico e o encaminhou para avaliação psiquiátrica. Pouco mais de duas horas depois, Magnitsky foi encontrado morto em sua cela.
De acordo com Ludmila Alekseeva, líder do Grupo Moscou Helsinque, Magnitsky morreu após ser espancado e torturado por vários oficiais do Ministério do Interior russo. O atestado de óbito oficial declarava "lesão cerebral craniana fechada" como a causa da morte (além das outras condições mencionadas acima), e o exame post-mortem mostrou numerosos hematomas e feridas em suas pernas e mãos. Outra autópsia de 2011 resumiu a morte como sendo causada por "aplicação traumática de objeto duro sem corte".

## Reações internacionais
No final de 2010, a atenção internacional ao assunto se intensificou, com o Parlamento Europeu solicitando que 60 funcionários supostamente ligados à morte de Magnitsky fossem proibidos de entrar na União Europeia, e o Parlamento do Canadá resolvendo negar vistos e congelar os ativos canadenses de funcionários supostamente envolvidos. O Parlamento da UE também pediu aos membros que congelassem os bens de funcionários, enquanto medidas semelhantes estavam sendo consideradas nos Estados Unidos. Em outubro de 2010, o senador americano John McCain co-patrocinou a Lei de Justiça para Sergei Magnitsky, que proibia a entrada nos Estados Unidos de 60 indivíduos nomeados em documentos judiciais relacionados ao caso Magnitsky. McCain disse que a lei ajudaria a "identificar os responsáveis pela morte desse patriota russo, a tornar seus nomes famosos para todo o mundo saber e, então, responsabilizá-los por seus crimes". A lei é considerada análoga à Lei de Práticas de Corrupção no Exterior de 1977 no precedente que espera criar. Em julho de 2011, os EUA declararam que dezenas de oficiais russos foram impedidos de entrar nos Estados Unidos devido ao seu envolvimento na morte de Magnitsky.
O Ministério das Relações Exteriores da Rússia descreveu a resolução canadense como "uma tentativa de pressionar os investigadores e interferir nos assuntos internos de outro estado", enquanto em uma declaração de novembro o chefe do comitê internacional da câmara baixa, Konstantin Kosachyov, criticou as conclusões do Parlamento Europeu, indicando que as sanções violam o princípio da "presunção de inocência" e devem aguardar a resolução do tribunal russo. A Bloomberg informou em dezembro que, de acordo com uma matéria da Interfax, "medidas idênticas" seriam tomadas pela Rússia se uma proibição da União Europeia fosse implementada. Em meados de dezembro, o Parlamento Europeu aprovou uma resolução permitindo que os funcionários fossem banidos pelos Estados membros e seus bens fossem confiscados.
Em dezembro de 2012, os Estados Unidos aprovaram a Lei Magnitsky, uma lei chamada "Revogação da Rússia e da Moldávia Jackson–Vanik e Lei de Responsabilidade do Estado de Direito de Sergei Magnitsky de 2012" que, entre outras coisas, autorizou o presidente a sancionar pessoas responsáveis por violações de direitos humanos  na Rússia.